# ルィン砂漠

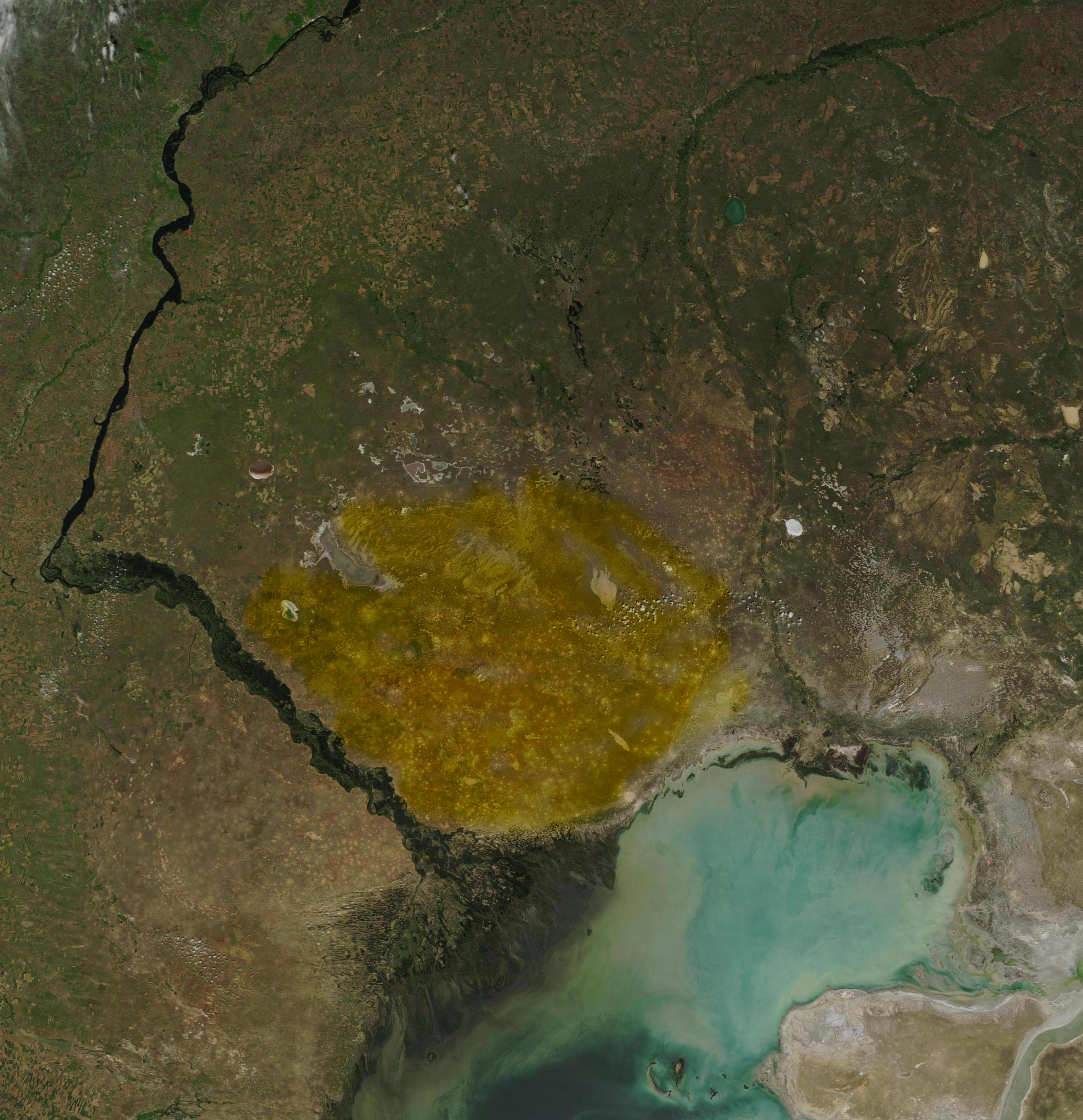
ルィン砂漠

ルィン砂漠、またはルィン＝ペスキ砂漠（ロシア語: Рын-пески、カザフ語: Нарын-Құм）とは、カザフスタン西部とロシア南東部、ヴォルガ高地南東部とカスピ海の北にある砂漠である。ルィン砂漠の境界線は非常に曖昧に定義されており、殆どの地図ではルィン砂漠とカスピ海沿岸低地を別個に表記しているが、一部の地図ではカスピ海沿岸低地と同じに扱っている。ルィン砂漠は北緯46度から49度、東経47度から52度までのウラル川の西に位置している。気温は夏の間には45℃から48℃の極端な高値に達するが、冬になると-28℃から-36℃と急激に下がる。
ルィン砂漠には多くの小さな町が点在し、人口密度は平方マイルあたり1～15人であるされている。 半乾燥気候帯に位置し降雨量は非常に少ない。
2001年に起きたバルト海での砂嵐は、強風がルィン砂漠の砂を掃引した事により起因するとされている。
粉塵公害を分析する長距離粉塵輸送の調査では、バルト海地域のスカンディナヴィア半島で起きた粉塵公害は、エアロゾル濃度的にアフリカのサハラ砂漠よりもルィン砂漠の影響が大きいと発表された。